# 7,5-cm-Feldkanone M. 12
Die 7,5-cm-Feldkanone M. 12 war ein Feldgeschütz des Herstellers Škoda. Ursprünglich wurde das Geschütz für die Österreichisch-Ungarische Artillerietruppe entwickelt, aber nicht eingeführt. Im Export hatte Skoda mehr Erfolg, so entschied sich die chinesische Armee für die Anschaffung des Geschützes. Aufgrund des Mangels an Geschützen im Ersten Weltkrieg wurde es von der österreichisch-ungarischen Armee dann doch eingesetzt. Es ist auch bekannt unter der Herstellerbezeichnung Skoda 75mm Feldgeschütz L.29.

## Entwicklung
Entsprechend einer Ausschreibung der österreichisch-ungarischen Armee, um die veralteten 9-cm-Kanonen M 1875/96 zu ersetzen, entwickelte Skoda in Pilsen in den Jahren von 1900 bis 1904 erste Stahlrohr-Geschütze. Ein Neukonstruktion war notwendig geworden, da die bekannten Leistungsdaten der französischen Canon de 75 mm modèle 1897 die europäischen Armeen unter Druck setzte, ihre Bestände zu erneuern.
Traditionell wurden die kuK-Artillerie von dem staatlichen Arsenal in Wien entwickelt und gebaut. Hier hatte man ab 1871 Geschütze aus Stahlbronze gefertigt. Dieses Geschützmaterial wurde einst von Franz von Uchatius entwickelt. Der aufstrebende Skoda Konzern hatte in der Vergangenheit mit Krupp zusammengearbeitet und einen Einblick in die Produktion von Stahlrohrgeschützen erhalten. So hatte man Krupp bei der Produktion des Schiffsgeschützes der 15-cm-Schnelladekanone L/40 assistiert.
Das Skoda Feldgeschütz war die erste Geschützkonstruktion in Österreich-Ungarn, die ausschließlich mit Stahlrohren ausgestattet war, und bei der Stahlbronze nicht als Material verwendet wurde. Emil von Škoda galt seit 1899 als Befürworter von Geschützrohren aus Nickelstahl, ein Umstand, der in Österreich nicht unumstritten war. Setzte doch die Armee große Hoffnung in die verbesserte Schmiedebronze, die sich als leistungsfähiger als die Stahlbronze erwiesen hatte. Zudem gab es Vorbehalte, Aufträge an die Privatindustrie zu vergeben.
Hinsichtlich des Kalibers orientierte man sich an der Canon de 75 mm modèle 1897. Das Kaliber war damals gängig und galt als Standard bei den leichten Geschützen. Beim Vergleich mit der 8-cm-Feldkanone M. 05 von Böhler wurde der Entwurf von Böhler von den entscheidenden Offizieren, wie etwa Alfred von Kropatschek bevorzugt. Das etwas stärkere Kaliber des Böhler-Geschützes gab den Ausschlag. Auch galt die Stahlrohrtechnik von Skoda als noch nicht ausgereift. Aus diesen Gründen kam das moderne Skoda-Geschütz bei den österreich-ungarischen Streitkräften nicht zur Einführung. Skoda entwickelte in der Folge seine Feldkanonen weiter und übernahm verschiedene Konstruktionsmerkmale von der Böhler-Konstruktion.
Für Geschütze dieser Art, gab es ständig Interessenten auf den weltweiten Märkten. Bis 1911 war eine leichte Feldkanone moderner Bauart entworfen, die 7,5 cm d/29 Modell 1911. Letztlich wurde das Geschütz in der Entwicklungsstufe des Jahres 1913 nach entsprechenden Schießvorführungen von den chinesischen Streitkräften gekauft.

## Technische Beschreibung
Es war eines der ersten Geschütze Österreich-Ungarns, das mit einem Schnellfeuerverschluss ausgestattet war. Die Richtoptik war ein seinerzeit sehr modernes Goerz-Panorama-Artilleriefernrohr.

## Galerie

Aufnahmen des Geschützes
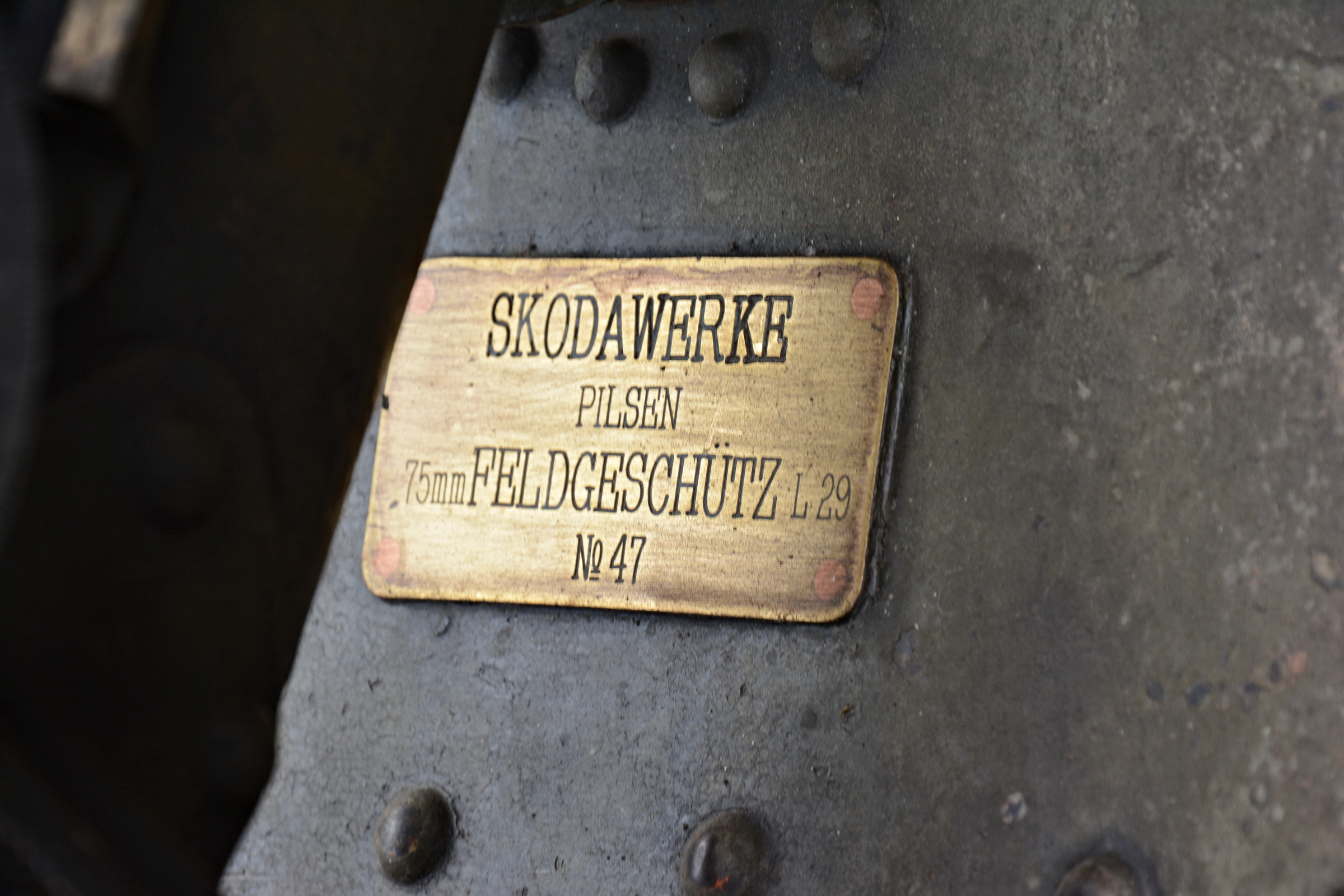
Typenschild
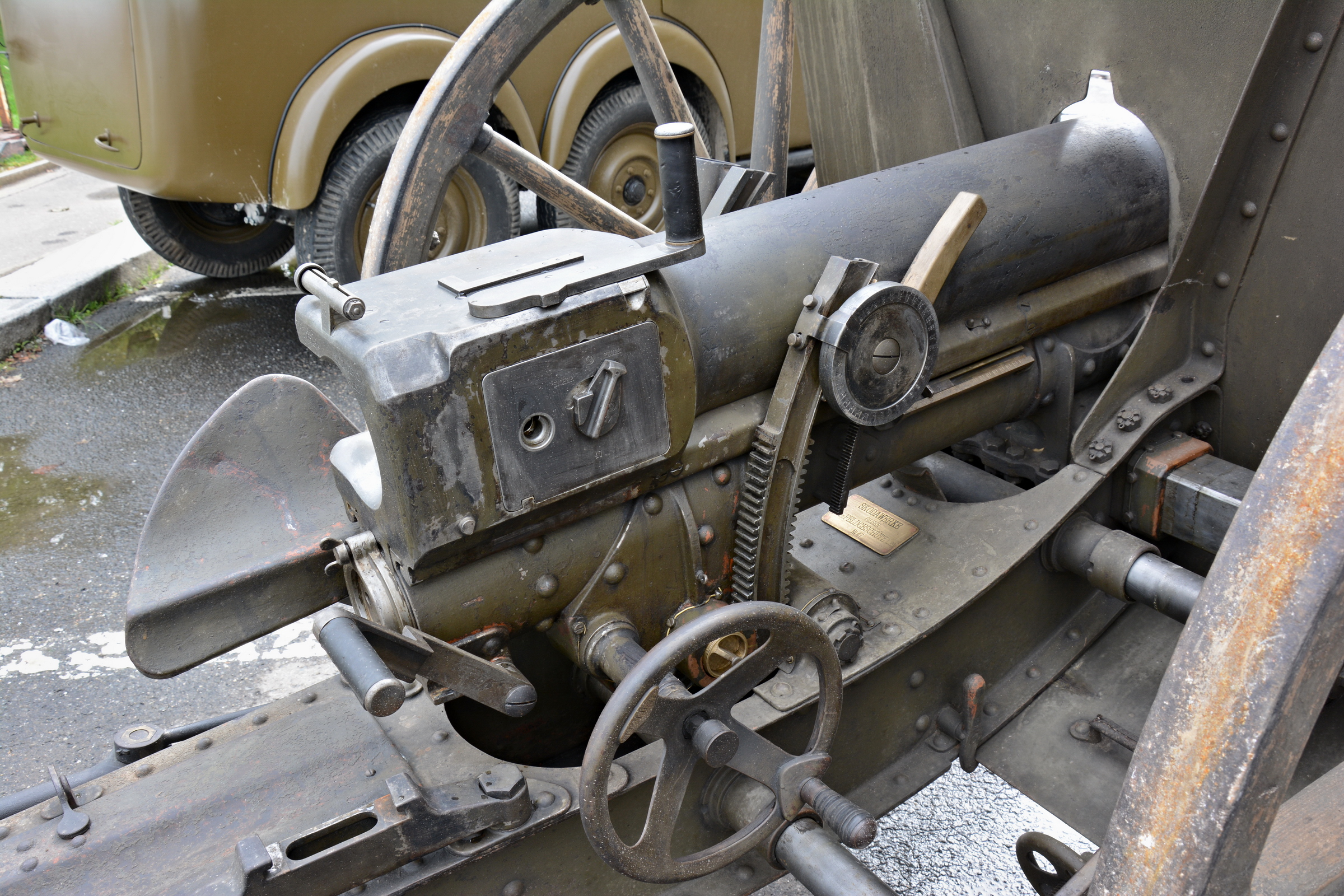
Verschluss des Geschützes
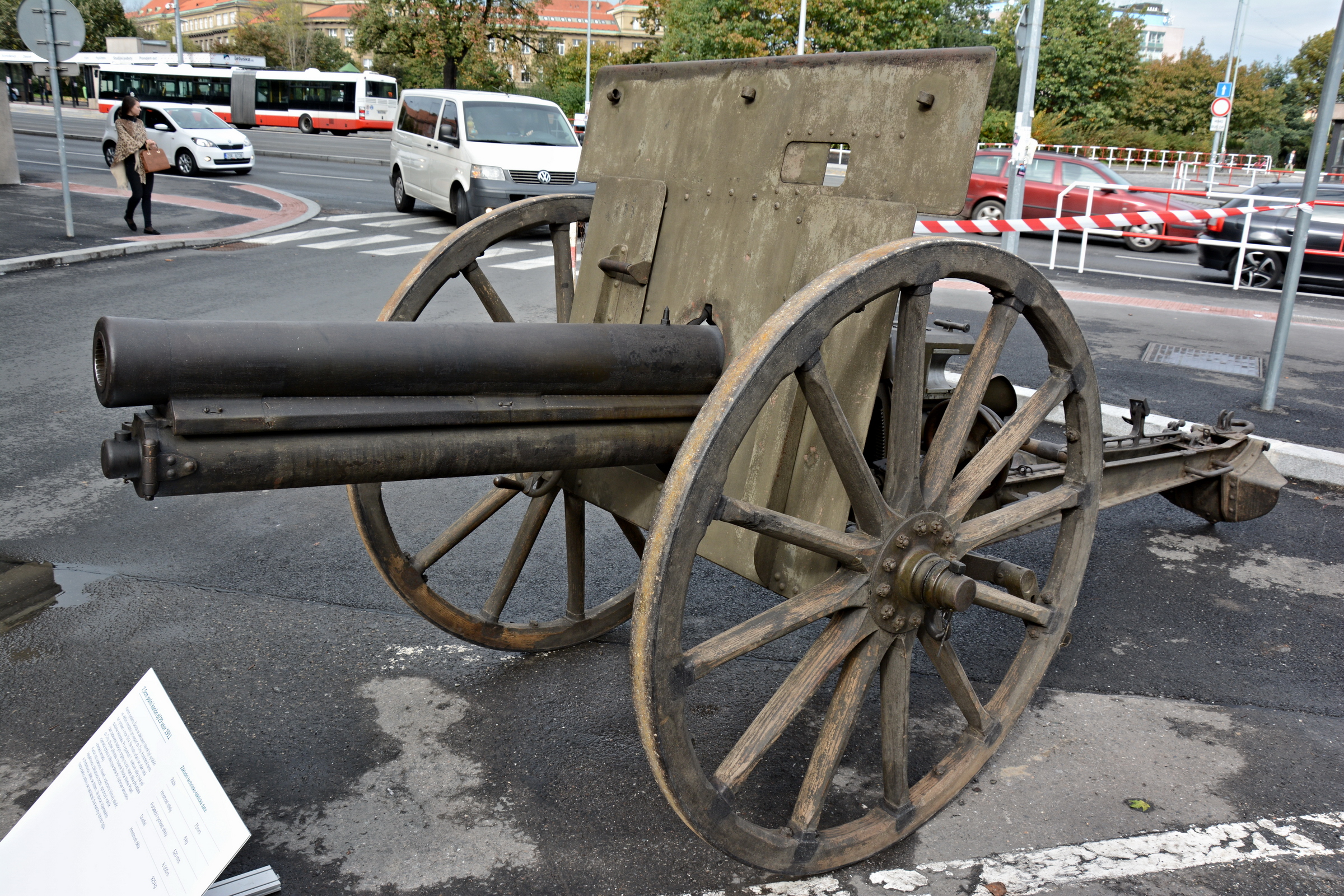
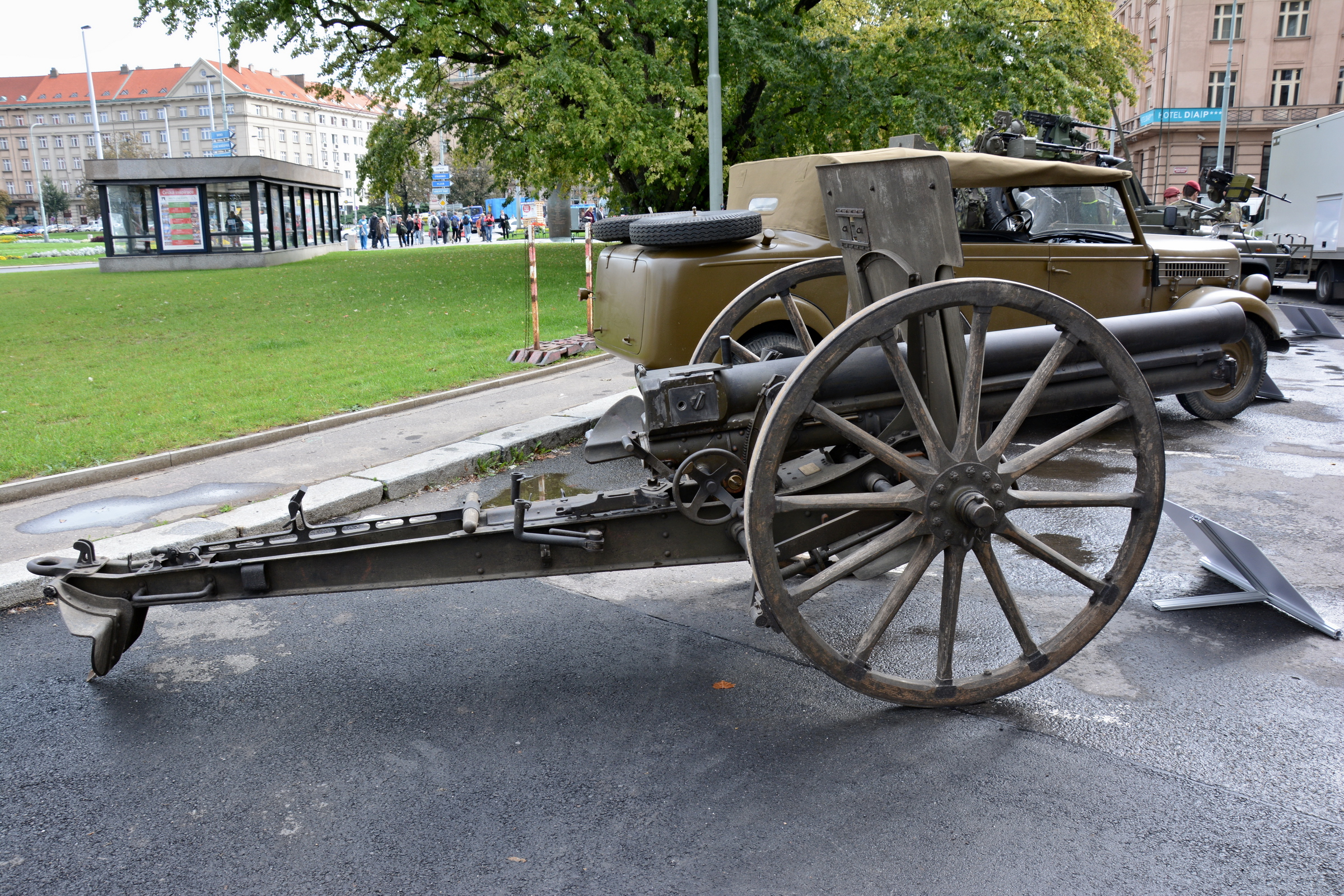

## Einsatz
Im Krieg wurde das Geschütz von Österreich-Ungarn und auch von anderen europäischen Streitkräften, wie etwa Italien, verwendet.

### Export nach China
Obwohl die Waffe von den österreichisch-ungarischen Streitkräften nicht eingeführt wurde, interessierten die neuen technischen Aspekte der Waffe andere Staaten. Zwar wurde das Skoda-Geschütz als „billige“ Kopie der Krupp-Geschütze bezeichnet, seine niedrigen Kosten machten das Geschütz für den Export interessant. So hatten sich die chinesischen Streitkräfte ursprünglich für Krupp entschieden, änderten dann aber ihre Meinung. Die Präsentation des Geschützes vor den Vertretern der chinesischen Streitkräfte führten zu einem ersten Kaufvertrag. Für Skoda war dies ein Prestigegewinn, hatte man sich doch gegen die großen Konkurrenten wie Krupp und Schneider durchgesetzt. Wie viel Geschütze an China ausgeliefert wurden, ist unklar. Ein Erstauftrag erfolgte 1913 und ein Folgeauftrag über 48 Geschütze wurde bereits 1914 erteilt. Die ersten Geschütze waren bei Beginn des Ersten Weltkrieges gerade in der Auslieferung.

### Österreich-Ungarn
Bei Beginn des Krieges befanden sich die Geschütze des chinesischen Auftrags in Fertigung. 24 Stück wurden sofort für die österreich-ungarische Armee als Modell 1912 vereinnahmt.
Im Serbienfeldzug 1914 galt z. B. die 7-cm-Gebirgskanone M. 75 und die 7-cm-Gebirgskanone M. 99 den modernen französischen Geschützen der serbischen Armee vom Typ Canon de 75 mm modèle 1912 Schneider in Reichweite, Ballistik und Schussfrequenz unterlegen. Aus diesem Grund setzte Oskar Potiorek verstärkt auf die Feldkanonen um die Unterlegenheit der eigenen Artillerie auszugleichen. Die gemachten Erfahrungen im Felde flossen in die Konstruktion der 8 cm Feldkanone M. 17 ein.

### 7,5cm Canonne Vz. 13 / Italien
Die im Auftrag von 1913 bestellten Geschütze waren mit dem Schiff „Bavaria“ kurz vor Kriegsbeginn auf dem Weg nach China. Bei Ausbruch des Krieges befand sich das Schiff auf der Höhe von Neapel und wurde durch die italienische Marine beschlagnahmt. Aufgrund des dringenden Bedarfs wurden die Geschütze als 7,5 cm Canonne Vz. 13 bei den italienischen Streitkräften in Verwendung genommen.

### 7,5 cm polní kanón d/29 vzor 1911 / Tschechoslowakei
Aus den Beständen der KuK-Monarchie wurden nach Ende des Ersten Weltkrieges noch vorhandene Geschütze an die neue tschechoslowakische Armee übergeben.
Hier waren im Jahr 1938 noch sechs Geschütze im Bestand. Zwei Geschütze sollen sich heute im Bestand des Militärhistorischen Instituts in Prag befinden.

### Rumänien
Während der Kämpfe mit den KuK-Truppen erbeutete die rumänische Armee während des Ersten Weltkriegs eine nicht genau bekannte Zahl von Geschützen dieses Typs. Aus dem heutigen Bestand an Geschützen in Gedenkstätten und Museen lässt sich jedoch ableiten, dass mindestens sieben Geschütze erbeutet wurden.
- 4 Stück im Mărășești-Mausoleum
- 2 Stück stehen am Denkmal des Ersten Weltkriegs im Dorf Godinești, Gorj
- 1 Geschütz befindet sich im Nationalen Militärmuseum in Bukarest